# Кушплер, Игорь Фёдорович
Игорь Фёдорович Кушплер (1 января 1949, с. Покровцы — 22 апреля 2012) — украинский оперный певец (баритон), педагог. Народный артист Украины (1999), профессор.

## Биографические сведения
С 1965 пел в ансамбле «Верховина».
Закончил вокальный (в 1978 г.) и дирижёрский (в 1979 г.) факультеты Львовской государственной консерватории им. Н. Лысенко по классу сольного пения П. Кармалюка и О. Дарчука, по классу дирижирования — Ю. Луцива.
В 1978—1980 — солист Львовской филармонии.
С 1980 г. — солист Львовского театра оперы и балета, в 1998—1999 также художественный руководитель театра.
В 1983—2012 преподавал на кафедре сольного пения Львовской национальной музыкальной академии им. Н. В. Лисенко (профессор, заведующий кафедрой). Проводил курсы мастерства в Германии, Польше.

## Оперные роли
- Риголетто («Риголетто» Дж. Верди)
- Граф ди Луна («Трубадур» Дж. Верди)
- Жорж Жермон («Травиата» Дж. Верди)
- Ренато («Бал-маскарад» Дж. Верди)
- Михаил Гурман («Украденное счастье» Ю. Мейтуса)
- Поэт («Моисей» М. Скорика)
- Князь Орловский («Летучая мышь» Й. Штрауса)

## Награды и звания
- Лауреат республиканской премии им. Н. Островского (1982)
- Народный артист Украины (1999)

## Семья
Жена — Ада Кушплер, декан вокального, дирижёрского и факультета народных инструментов Львовской национальной музыкальной академии им. Н. В. Лисенко.
Дочери — Елена (пианистка, живёт в Германии) и Зоряна (оперная певица, живёт в Австрии).